# جرج ویل
جرج ویل (انگلیسی: George Will؛ زادهٔ ۴ مهٔ ۱۹۴۱) ستون نویس، روزنامه‌نگار و نویسندهٔ آمریکایی است. او که برندهٔ جایزهٔ پولیتزر است به خاطر نظرات سیاسی محافظه کارانه اش شناخته می‌شود. در ۱۹۸۶، وال استریت ژورنال او را در کنار والتر لیپمن قوی‌ترین روزنامه‌نگار توصیف کرد.
او دارای لیسانس دین از کالج ترینیتی، لیسانس و فوق لیسانس فلسفه، سیاست و اقتصاد از کالج مگدلن دانشگاه آکسفورد، و فوق لیسانس و پی اچ دی سیاست از دانشگاه پرینستون است.